# Relitto del Nasuto
Il relitto del Nasuto, databile tra il 50 a.C. e il 50 d.C., giace su fondale fangoso a 65 m di profondità al largo della Punta del Nasuto (Marciana Marina). Il carico, costituito da dieci grandi dolia ancora in posizione di stivaggio con alcuni coperchi circolari in argilla, è stato scoperto nell'agosto 2002.
I dolia, ancora in situ, sono costantemente sottoposti a sorveglianza.